# Solva formosipes
Solva formosipes är en tvåvingeart som beskrevs av Frey 1960. Solva formosipes ingår i släktet Solva och familjen lövträdsflugor.
Artens utbredningsområde är Myanmar. Inga underarter finns listade i Catalogue of Life.